# Akseli och Elina
Akseli och Elina (finska: Akseli ja Elina) är en finländsk historisk dramafilm från 1970. Akseli och Elina är en fortsättning på filmen Här under polstjärnan. Akseli och Elina är baserad på den sista delen av Väinö Linnas romantrilogi Här under polstjärnan. Filmen blev dock aldrig lika populär som Här under polstjärnan. Filmens regissör är Edvin Laine. Jussi Jurkka vann Jussistatyetten för bästa manliga huvudroll år 1971.
Filmens tema är livet efter inbördeskriget. Folket kämpar mot 1930-talets högervåg alltså Lapporörelsen och i och med vinterkriget skapas en ny nationell enighet.
Med 510 542 tittare var Akseli och Elina Finlands årets mest sedda film år 1970. Filmens budget var 1 857 900 finska mark.

## Skådespelare
Lista över skådespelare i huvudroller i filmen:
| Namn               | Roll                                                |
| ------------------ | --------------------------------------------------- |
| Aarno Sulkanen     | Akseli Koskela                                      |
| Ulla Eklund        | Elina Koskela                                       |
| Risto Taulo        | Johannes Vilhelm Koskela                            |
| Anja Pohjola       | Alma Koskela                                        |
| Esa Saario         | Janne Kivivuori                                     |
| Kauko Helovirta    | Otto Kivivuori                                      |
| Rose-Marie Precht  | Prästfrun                                           |
| Matti Ranin        | Prosten                                             |
| Maija-Leena Soinne | Aune Leppänen                                       |
| Jussi Jurkka       | Siukola                                             |
| Ilkka Keltanen     | läraren Pentti Rautajärvi                           |
| Martti Järvinen    | kapten/översten Ilmari Salpakari                    |
| Sini Sinervirta    | Kaarina Koskela                                     |
| Olavi Ahonen       | Elias Kankaanpää                                    |
| Helge Herala       | Vihtori Kivioja "Vikki"                             |
| Harri Laurikka     | Aulis Kivioja                                       |
| Pentti Irjala      | Preeti Leppänen                                     |
| Risto Mäkelä       | Lasse                                               |
| Sakari Jurkka      | Toijala                                             |
| Taneli Rinne       | Arvo Töyry                                          |
| Ismo Vehkakoski    | Vilho                                               |
| Ismo Kallio        | Lauri Kivioja "Late"                                |
| Kari Backman       | Eero Koskela                                        |
| Jari Koponen       | Voitto Koskela                                      |
| Juhani Kumpulainen | sågägaren A. Mellola                                |
| Aimo Tepponen      | Pajunen                                             |
| Kosti Klemelä      | Länsmannen                                          |
| Fritz-Hugo Backman | Apotekaren E. Dahlberg, Kommunalstämmans ordförande |
| Eino Kaipainen     | Rättens ordförande                                  |
| Ture Junttu        | Arvo Töyrys advokat                                 |
| Pertti Weckström   | Läkare                                              |